# Art of Life 1993.12.31 Tokyo Dome
Art of Life 1993.12.31 TOKYO DOME è un DVD degli X Japan. Contiene l'esibizione live della famosa canzone Art of Life eseguita il 30 e il 31 dicembre 1997. Il video è un montaggio di entrambe le versioni: l'intera canzone è stata eseguita il 31 dicembre, ad eccezione dell'assolo di pianoforte del giorno precedente.
Vi sono due edizioni di questo DVD: un'edizione regolare ed una limitata con cornice in metallo, targhetta commemorativa con numero di serie, foto, libro fotografico e cd extra.

## Tracce
1. ART OF LIFE

### Bonus CD per l'edizione limitata
1. ALLNIGHT LIVE + ENDLESS RAIN (programma radio in cui parla HIDE) - 8:53

## Formazione
- Toshi - voce
- HEATH - basso
- PATA - chitarra
- Hide - chitarra
- Yoshiki - batteria, pianoforte